# Oilioll II Finn
Oilioll II Finn lub Ailill II Fionn – legendarny zwierzchni król Irlandii z dynastii Milezjan (linia Emera) w latach 401-392 p.n.e. Syn Arta II mac Lugaid, zwierzchniego króla Irlandii. 
Oilioll używał przydomka „Finn”, który posiada wiele znaczeń, np. „Piękny”, „Sprawiedliwy”, „Jasnowłosy” lub „Biały”. Według średniowiecznych Roczników Czterech Mistrzów został on zwierzchnim królem w wyniku zabójstwa poprzednika oraz zabójcy swego ojca, Fiachy IV Tolgracha. Inaczej przedstawia sytuację Księga najazdów Irlandii („Lebor Gabála Érenn”), która podała, że on został zwierzchnim królem po śmierci ojca z rąk Fiachy Tolgracha i jego syna Duacha Ladgracha. Źródła różnią się także, co do lat jego panowania. Po swych jedenastoletnich lub dziewięcioletnich rządach miał zginąć w bitwie pod Odhbha, z rąk dwóch osób: Airgetmara, syna arcykróla Sirlama, oraz Duacha Ladgracha, syna arcykróla Fiachy IV Tolgracha, przyszłych zwierzchnich królów Irlandii. Zaś według „Księgi najazdów”, został zabity z ręki Airgetmara oraz Fiachy, syna Duacha Ladgracha. Źródła zgodnie zaś podały, że jego następcą na tronie irlandzkim został syn Eochaid VII.